# Новопокровка (Кулундинский район)
Новопокровка — село в Кулундинском районе Алтайского края. В составе Курского сельсовета.

## История
Основано в 1908 году. В 1928 г. посёлок Ново-Покровский состоял из 65 хозяйств, центр Ново-Покровского сельсовета Ключевского района Славгородского округа Сибирского края. Отделение колхоза «Красный Октябрь».

## Население
В 1928 году в посёлке проживало 377 человек (200 мужчин и 177 женщин), основное население — украинцы. По переписи 1959 г. в селе проживало 365 человек (173 мужчины и 192 женщины).
| 1997 | 1998 | 1999 | 2000 | 2001 | 2002 | 2003 |
| ---- | ---- | ---- | ---- | ---- | ---- | ---- |
| 202  | ↗206 | ↗215 | ↘213 | ↘178 | ↘174 | ↘159 |
| 2004 | 2005 | 2006 | 2007 | 2008 | 2009 | 2010 |
| ↘143 | ↘132 | ↘129 | ↘128 | ↗134 | ↘115 | ↗116 |
| 2011 | 2012 | 2013 |      |      |      |      |
| ↘114 | ↘95  | ↗99  |      |      |      |      |